# Монмуссо, Гастон
Гастон Монмуссо (фр. Gaston Monmousseau; 17 января 1883, Luynes — 11 июля 1960, XIX округ Парижа) — деятель французского рабочего и профсоюзного движения, писатель.

## Биография
Родился в крестьянской семье. Его дед был республиканцем во время Второй империи, а отец стал радикалом и социалистом под влиянием Парижской коммуны. Окончив военную службу, с 1910 года Гастон Монмуссо работал железнодорожником в Париже. Был активен в отраслевом профсоюзе и антивоенном движении, стал сперва анархо-синдикалистом, а затем коммунистом. Приветствовал Октябрьскую революцию в России. На лионском съезде Всеобщей конфедерации труда (ВКТ) в 1919 году был одним из лидеров леворадикального революционно-синдикалистского крыла, требовал вступления ВКТ в Коминтерн.
В 1920—1921 годах — генеральный секретарь Федерации железнодорожников, в 1921—1922 годах — генеральный секретарь Объединения профсоюзов Парижского района. С 1922 до 1960 года — бессменный директор профессионального еженедельника «Ви увриер» («La Vie Ouvrière»). В 1922—1936 годах — генеральный секретарь Унитарной всеобщей конфедерации труда (УВКТ), синдикалистского откола от ВКТ (активным сторонником Монмуссо в тот период был Жюль Тёляд). В ноябре 1922 года, будучи делегатом II конгресса Профинтерна в Москве, встречался с В. И. Лениным. Был неоднократно репрессирован: в 1923 году был подвергнут тюремному заключению за организацию международной конференции «Империализм и война», направленной против французской оккупации Рура, в 1927 году — за забастовки против войны в Марокко, затем находился в тюрьме в 1929—1930 и 1931 годах.
В 1925 году вступил во Французскую компартию (ФКП), был членом её ЦК в 1926—1945 и 1956—1960 годах (в 1932—1945 — членом Политбюро). В 1926—1937 годах входил в Исполком Профинтерна. На VII конгрессе Коминтерна (1935) был избран членом Интернациональной контрольной комиссии. Содействовал воссоединению ВКТ и УВКТ в 1936 году в объединённую Всеобщую конфедерацию труда. В 1936—1939 годах — депутат парламента, член коммунистической фракции, вице-председатель парламентской комиссии по труду. В период нацистской оккупации Франции во время Второй мировой войны 1939—1945 — один из организаторов Движения Сопротивления на юге страны; его единственный сын погиб в концлагере Дахау.
В 1945—1960 — секретарь Всеобщей конфедерации труда.